# Dracophyllum involucratum
Dracophyllum involucratum är en ljungväxtart som beskrevs av Adolphe-Théodore Brongniart och Gris. Dracophyllum involucratum ingår i släktet Dracophyllum och familjen ljungväxter. Inga underarter finns listade i Catalogue of Life.